# 4 x 100 meter medley för damer i simning vid olympiska sommarspelen 2016
Damernas 4 x 100 meter medley vid olympiska sommarspelen 2016 avgjordes 12–13 augusti 2016 i Estádio Aquático Olímpico.

## Resultat

### Försöksheat
| Placering | Heat | Bana | Nation         | Simmare | Tid     | Noteringar |
| --------- | ---- | ---- | -------------- | --- | ------- | ---------- |
| 1         | 2    | 5    | USA            | Olivia Smoliga (59.57) Katie Meili (1:04.93) Kelsi Worrell (56.47) Abbey Weitzeil (53.70)                      | 3:54.67 | Q          |
| 2         | 1    | 3    | Kanada         | Kylie Masse (58.66) Rachel Nicol (1:06.97) Noemie Thomas (57.66) Taylor Ruck (53.51)                           | 3:56.80 | Q, 0NR0    |
| 3         | 1    | 5    | Danmark        | Mie Nielsen (59.48) Rikke Møller Pedersen (1:06.88) Jeanette Ottesen (57.38) Pernille Blume (53.24)            | 3:56.98 | Q          |
| 4         | 1    | 2    | Ryssland       | Anastasia Fesikova (1:00.16) Yulia Efimova (1:05.78) Svetlana Chimrova (57.65) Veronika Popova (53.85)         | 3:57.44 | Q          |
| 5         | 2    | 3    | Australien     | Madison Wilson (59.38) Taylor McKeown (1:07.48) Madeline Groves (57.87) Brittany Elmslie (53.07)               | 3:57.80 | Q          |
| 6         | 2    | 4    | Kina           | Fu Yuanhui (59.20) Zhang Xinyu (1:07.86) Lu Ying (57.45) Shen Duo (53.72)                                      | 3:58.23 | Q          |
| 7         | 2    | 2    | Italien        | Carlotta Zofkova (1:01.42) Arianna Castiglioni (1:06.33) Ilaria Bianchi (57.76) Federica Pellegrini (53.58)    | 3:59.09 | Q          |
| 8         | 2    | 6    | Storbritannien | Georgia Davies (59.35) Chloe Tutton (1:07.25) Siobhan-Marie O’Connor (57.61) Georgia Coates (55.13)            | 3:59.34 | Q          |
| 9         | 1    | 4    | Sverige        | Michelle Coleman (1:01.13) Jennie Johansson (1:06.62) Sarah Sjöström (56.70) Louise Hansson (55.00)            | 3:59.45 |            |
| 10        | 1    | 6    | Japan          | Natsumi Sakai (1:01.57) Satomi Suzuki (1:07.40) Rikako Ikee (56.73) Miki Uchida (54.12)                        | 3:59.82 |            |
| 11        | 1    | 7    | Finland        | Mimosa Jallow (1:01.03) Jenna Laukkanen (1:06.49) Emilia Pikkarainen (59.02) Hanna-Maria Seppälä (55.07)       | 4:01.61 |            |
| 12        | 2    | 7    | Tyskland       | Jenny Mensing (1:01.27) Vanessa Grimberg (1:07.99) Alexandra Wenk (58.55) Annika Bruhn (54.38)                 | 4:02.19 |            |
| 13        | 1    | 1    | Brasilien      | Natalia de Luccas (1:01.93) Jhennifer da Conceição (1:08.23) Daynara de Paula (58.18) Larissa Oliveira (54.49) | 4:02.83 |            |
| 14        | 1    | 8    | Hongkong       | Stephanie Au (1:01.55) Yvette Kong (1:08.39) Sze Hang Yu (59.54) Camille Cheng (54.37)                         | 4:03.85 |            |
| 15        | 2    | 1    | Frankrike      | Béryl Gastaldello (1:00.60) Fanny Deberghes (1:08.83) Marie Wattel Charlotte Bonnet                            | DSQ     |            |
| 16        | 2    | 8    | Tjeckien       | Simona Baumrtová (1:01.27) Martina Moravčíková Lucie Svěcená Barbora Seemanová                                 | DSQ     |            |

### Final
| Placering | Bana | Nation         | Simmare | Tid     | Noteringar |
| --------- | ---- | -------------- | --- | ------- | ---------- |
| 1         | 4    | USA            | Kathleen Baker (59.00) Lilly King (1:05.70) Dana Vollmer (56.00) Simone Manuel (52.43)                      | 3:53.13 |            |
| 2         | 2    | Australien     | Emily Seebohm (58.83) Taylor McKeown (1:07.05) Emma McKeon (56.95) Cate Campbell (52.17)                    | 3:55.00 |            |
| 3         | 3    | Danmark        | Mie Nielsen (58.75) Rikke Møller Pedersen (1:06.62) Jeanette Ottesen (56.43) Pernille Blume (53.21)         | 3:55.01 | 0AR0       |
| 4         | 7    | Kina           | Fu Yuanhui (59.53) Shi Jinglin (1:06.00) Lu Ying (56.49) Zhu Menghui (53.16)                                | 3:55.18 |            |
| 5         | 5    | Kanada         | Kylie Masse (58.77) Rachel Nicol (1:06.81) Penny Oleksiak (56.75) Chantal van Landeghem (53.16)             | 3:55.49 | 0NR0       |
| 6         | 6    | Ryssland       | Anastasia Fesikova (59.49) Yulia Efimova (1:04.98) Svetlana Chimrova (57.54) Veronika Popova (53.65)        | 3:55.66 | 0NR0       |
| 7         | 8    | Storbritannien | Georgia Davies (59.43) Chloe Tutton (1:06.43) Siobhan-Marie O’Connor (57.47) Francesca Halsall (53.63)      | 3:56.96 | 0NR0       |
| 8         | 1    | Italien        | Carlotta Zofkova (1:01.29) Arianna Castiglioni (1:06.65) Ilaria Bianchi (58.21) Federica Pellegrini (53.35) | 3:59.50 |            |